# Neil Simon Theatre
Le Neil Simon Theatre (anciennement Alvin Theatre) est un théâtre de Broadway construit en 1927 et situé au 250 Ouest de la 52e rue dans le Theater District, dans le centre de Manhattan, à New York (États-Unis).

## Histoire

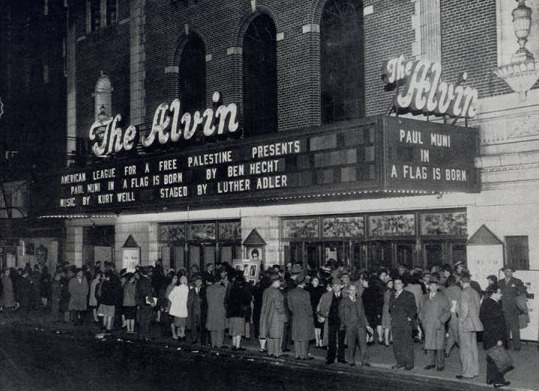
Alvin Theatre en 1946.

Dessiné par l'architecte Herbert J. Krapp, son propriétaire Alexander Pincus le nomme Alvin Theatre pour rappeler les noms des producteurs ALex Aarons et VINton Freedley. Avec une adresse originellement située au 244-54 Ouest de la 42e rue, il ouvre le 22 novembre 1927 avec Funny Face de George et Ira Gershwin, avec Fred Astaire et Adele Astaire.
En 1977, le bâtiment est acheté par la Nederlander Organization, et le théâtre est renommé en l'honneur de l'auteur américain Neil Simon le 29 juin 1983,.

## Productions notables
- 1927 : Funny Face
- 1930 : Girl Crazy
- 1932 : Le deuil sied à Électre
- 1933 : Mary of Scotland
- 1934 : Anything Goes
- 1935 : Porgy and Bess
- 1936 : Red, Hot and Blue
- 1938 : The Boys from Syracuse
- 1940 : There Shall Be No Night
- 1941 : Lady in the Dark
- 1943 : Something for the Boys
- 1946 : Joan of Lorraine
- 1947 : Life with Father
- 1948 : Mister Roberts
- 1951 : A Tree Grows in Brooklyn
- 1952 : Two's Company
- 1954 : House of Flowers
- 1955 : No Time for Sergeants
- 1958 : Bells Are Ringing
- 1959 : Once Upon a Mattress
- 1960 : West Side Story; Wildcat
- 1961 : Irma la Douce
- 1962 : A Funny Thing Happened on the Way to the Forum
- 1965 : Flora the Red Menace
- 1966 : Dinner At Eight (reprise)
- 1967 : Rosencrantz et Guildenstern sont morts ; Sherry!
- 1968 : The Great White Hope
- 1970 : Company
- 1975 : Shenandoah
- 1977 : Annie
- 1981 : Merrily We Roll Along
- 1982 : Do Black Patent Leather Shoes Really Reflect Up?
- 1983 : Brighton Beach Memoirs
- 1985 : Biloxi Blues
- 1990 : Jackie Mason: Brand New
- 1992 : Jake's Women
- 1993 : Cyrano: The Musical
- 1996 : Le Roi et moi (reprise)
- 1999 : The Scarlet Pimpernel
- 2001 : The Music Man
- 2002 : Elaine Stritch at Liberty, Hairspray[1] (2 642 représentations)
- 2009: Ragtime (Revival - Ran for 65 performances)[3]
- 2010 : RAIN – A Tribute to the Beatles
- 2011 : Catch Me If You Can
- 2012 : Jesus Christ Superstar (reprise), Scandalous
- 2013 : Big Fish
- 2014 : All the Way, The Last Ship[4]
- 2015 : Gigi; The Illusionists
- 2016 : Cats
- 2018 : Angels in America; The Cher Show
- 2019 : The Illusionists
- 2020 : MJ